# Spielfeldmarkierung
Die Spielfeldmarkierung dient der Begrenzung eines Spielfelds auf einem Rasen, Kunstrasen, Sportboden oder auf dem Eis sowie der Kenntlichmachung spezieller Zonen, so beim Fußball zum Beispiel der des Strafraums und des Mittelkreises. 

## Markierung von Rasenplätzen

### Methoden
Die traditionelle Methode zur Markierung eines Rasen- oder Tennenplatzes besteht darin, Schnüre über das Feld zu spannen und den Markierungswagen an diesen entlangzuführen. Nach einer einmaligen Vermessung dienen dem Platzwart gekennzeichnete Festpunkte am Spielfeldrand zur Orientierung und Befestigung der Leinen.
Mittlerweile sind auch Technologien verfügbar, die diese Arbeit erleichtern, beschleunigen und automatisieren können. So sind lasergesteuerte Geräte auf dem Markt, bei deren Verwendung der Arbeitsschritt des Schnürespannens entfällt.
Grundsätzlich wird bei der Linierung mit zwei unterschiedlichen Verfahren gearbeitet, der Trockenmarkierung und der Flüssigmarkierung.

### Trockenmarkierung
Für die Trockenmarkierung gilt reines Calciumcarbonat beziehungsweise natürliche Kreide als optimales Material, weil es als umweltfreundlich gilt und als gesundheitlich unbedenklich eingestuft wird – im Gegensatz zu gelöschtem Kalk (Kalkhydrat) oder ungelöschtem Kalk (Calciumoxid), das in Verbindung mit Wasser ätzend wirkt und in der Anhebung der Linien resultiert. Calciumcarbonat ist kaum wasserlöslich, verfügt über die bei der Markierung wichtige Streufähigkeit, eine gute Haftung auf dem Grund und ist auf dem Sportplatz als reines Weiß gut zu erkennen. Es können sowohl Rasen- als auch Tennenplätze mit der Trockenmarkierung liniert werden.
Der Auftrag erfolgt mit einem rein mechanisch funktionierenden Kreidewagen mit Rüttelsieb, der für eine gleichmäßige Streuung der Kreide sorgt.
Baukalk, auch Weißkalk genannt, darf wie auch gelöschter oder ungelöschter Kalk nicht mehr zur Markierung verwendet werden, da dies zu Verätzungen bei Spielern führen, deren Haut in Kontakt mit dem Markierungsmittel kam. Fälle von Erblindungen sind dokumentiert. Bernd Förster  musste drei Monate pausieren, nachdem Weißkalk in eine Schürfwunde kam.

### Flüssigmarkierung
Die Flüssigmarkierung für Rasenflächen ist im Profi-Sport Standard aber auch im Amateurbereich weit verbreitet. Der Farbauftrag hat länger Bestand als bei der Trockenmarkierung, die Farbe haftet am Rasen und dringt nicht in den Boden vor. Das Erscheinungsbild ist daher akkurater als bei der Trockenmarkierung. 
Die  unterschiedlichen Produkte sind als Basis-Pulver, Konzentrate und direkt verwendbare Mischungen erhältlich. Der farbgebende Hauptinhaltsstoff ist meist Titandioxid. Zusatzstoffe wie die als Konservierungsmittel verwendeten Isothiazole (zum Beispiel Methylisothiazolinon und Benzisothiazolinon) können die Linierung unter anderem gegenüber Nässe und Pilze unempfindlicher machen. Qualitätskriterien der Markierungsfarbe sind neben weiteren die Leucht- und Deckkraft, eine schnelle Trocknung und Umweltverträglichkeit. 
Im Bereich der Markierungswagen sind unterschiedliche Produkte erhältlich. Ein elektrisches oder mechanisches Pumpsystem ist in jedes Modell integriert. Optional sind unter anderem verschiedene Kanistergrößen für die mitzuführende Farbe verfügbar, diverse Einstellmöglichkeiten für die Durchflussgeschwindigkeit und Breite des Farbauftrags. Verstärkte Batterien sind beim Einsatz in größeren Sportanlagen sinnvoll. 